# Prytanée militaire de Kadiogo
Pour les articles homonymes, voir Prytanée militaire.
Le Prytanée militaire de Kadiogo (PMK) est un établissement d'enseignement secondaire burkinabé dépendant du ministère de la défense et situé à proximité de Ouagadougou, sur le site militaire de Kamboincè. Il a pour mission principale de former moralement, physiquement et intellectuellement des cadres militaires et civils pour servir la nation.

## Historique
Il est fondé par l'armée française en 1951, sous l'appellation d'École des enfants de troupe de Ouagadougou. L’école change à plusieurs reprises de dénomination, prenant d'abord le nom d'École militaire préparatoire de Ouagadougou. À partir de 1969, elle prend celui de Prytanée militaire de Kadiogo. En 1985, l'école est dissoute, mais rouvre finalement en 1992 sous le nom actuel. De sa création jusqu'à sa fermeture, l'école se situe à Ouagadougou, sur le site actuel du lycée Marien-Ngouabi. C'est à sa réouverture que l’école rejoint son emplacement actuel de Kamboincè, un village situé à environ 15 km de Ouagadougou. 

## L’admission au Prytanée militaire de Kadiogo

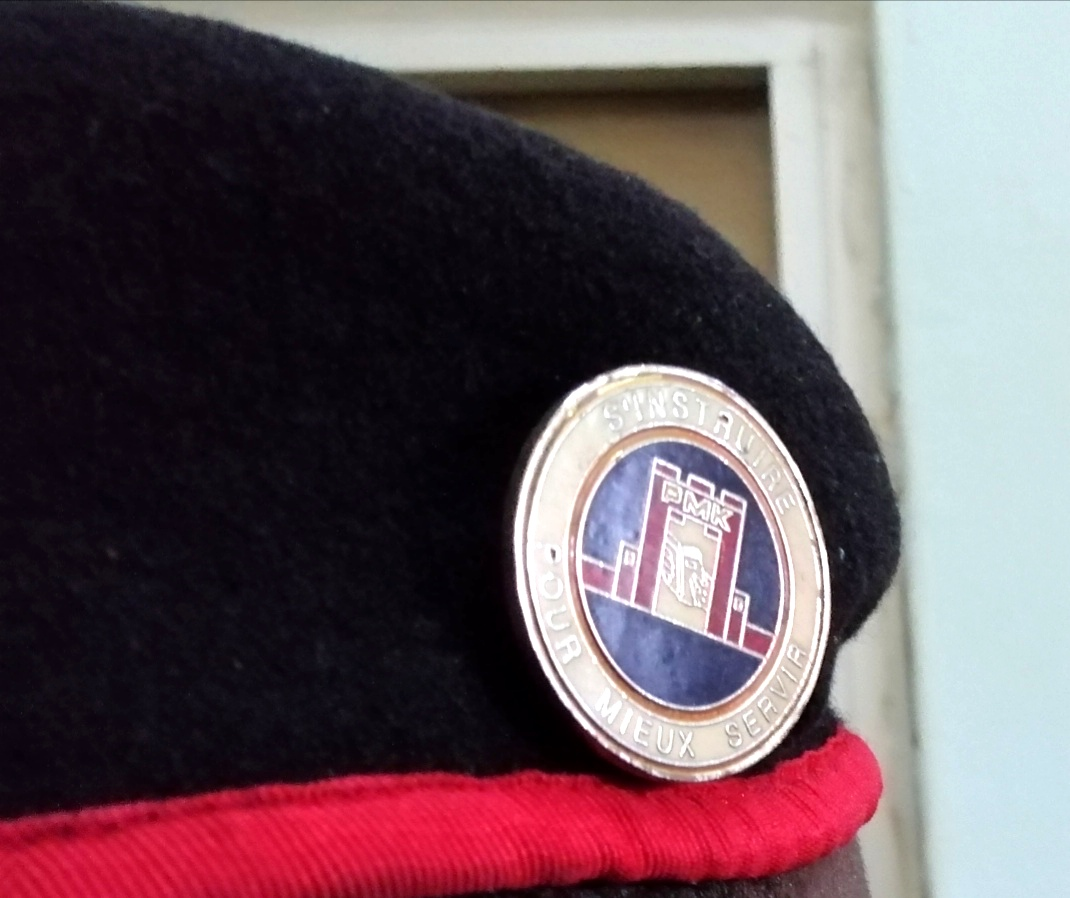
Béret du PMK.

À sa création, l´école a pour vocation, entre autres, la scolarisation des enfants de militaires et d’anciens militaires de l’armée coloniale afin de leur donner de meilleures chances d’éducation et de réussite du fait de l’absence prolongée des pères de famille. En 1963, au lendemain des indépendances, cette vocation première est abandonnée, du fait de la création de l’armée nationale. L’établissement est désormais ouvert à tous les enfants du pays, sans distinction. 
En 2014, une réforme portant sur la régionalisation des quotas des admis est introduite. Ainsi, ne sont autorisés à prendre part au concours que les meilleurs élèves au CEP des régions du Burkina Faso. Les éventuels candidats doivent avoir un âge compris entre 11 ans minimum et 13 ans maximum. Les candidats doivent être du niveau de la classe de CM2. Les résultats de l’examen du CEP ou à toute autre forme d’évaluation de fin du cycle primaire (dans la perspective de la mise en œuvre du continuum éducatif) sert de base de présélection des candidats. Le concours intervient à l’issue de la proclamation des résultats du CEP, soit à la mi-juillet. La visite médicale d’aptitude à l’issue des épreuves d’admissibilité conditionne l’admission définitive. Depuis 2007, l'admission au Prytanée est ouverte également aux filles.

## Personnalités ayant étudié dans l'établissement
- Thomas Sankara
- Kouamé Lougué (ministre de la Défense du Burkina Faso)
- Paul-Henri Sandaogo Damiba
- Cheikh Ahmadou Bamba Ndiaye, écrivain